# 阿武川温泉
阿武川温泉（あぶがわおんせん）は山口県萩市川上（旧国長門国）にある温泉。

## 泉質
- アルカリ性単純温泉

源泉温度34.7℃
内湯は加温・循環だが、非加温の源泉を注水して温度を調節している。露天風呂には加温浴槽と、非加温の源泉かけ流し風呂がある。硫化水素臭が感知され、温泉評論家の郡司勇は、「良い源泉をうまく使っている温泉」、「特に露天風呂には源泉風呂があり32度ほどの湯温になっているが源泉掛け流しで感動した。」という評価をしている〔https://allabout.co.jp/gm/gc/80459/] 。

## 周辺環境
公営の日帰り入浴施設である阿武川温泉ふれあい会館で入浴可能。阿武川に沿い、周辺は山林に囲まれている。付近には阿武川ダムや阿武川歴史民俗資料館がある。

## 歴史
1966年から始まった阿武川ダムの建設に際して、ダム下流部に雪の積もらない一角があるのを関係者が見つけ、そこをボーリングしたところ温泉が湧出し、発見された。ダム建設の際に見つかった温泉は全国的にもほとんど例がない。
平成2年（1990）にふるさと創生事業の一環として温泉の試掘を行い、翌年に地下1000メートルの地点で自噴泉を掘り当てた。平成5年（1993）に入浴施設「阿武川温泉ふれあい会館」が竣工した。

## アクセス
- 萩バスセンター・山陰本線東萩駅から防長交通バスで約20分。